# Liga Asobal 1991-92
La Liga Asobal 1991-92 se desarrolló en dos fases con formato de liga. Esta temporada los equipos que ascendieron directamente fueron el Guadalajara y la Sociedad Conquense. Además, el Tenerife 3 Mayo cedió su plaza al Cadagua Gáldar y el Cajamadrid al Juventud Alcalá.

## Primera fase

### Grupo A
| Pos | Equipo             | J  | G  | E | P  | GF  | GC  | Dif | Pts |
| --- | ------------------ | -- | -- | - | -- | --- | --- | --- | --- |
| 1   | Elgorriaga Bidasoa | 14 | 11 | 1 | 2  | 354 | 322 | 32  | 23  |
| 2   | FC Barcelona       | 14 | 10 | 2 | 2  | 353 | 291 | 62  | 22  |
| 3   | BM Granollers      | 14 | 9  | 3 | 2  | 378 | 327 | 51  | 21  |
| 4   | Avidesa Alzira     | 14 | 8  | 2 | 4  | 351 | 330 | 21  | 18  |
| 5   | Arcos Valladolid   | 14 | 5  | 2 | 7  | 356 | 370 | –14 | 12  |
| 6   | Puleva Maristas    | 14 | 3  | 1 | 10 | 353 | 382 | –29 | 7   |
| 7   | Sdad Conquense     | 14 | 2  | 2 | 10 | 326 | 365 | –39 | 6   |
| 8   | Xerox Arrate       | 14 | 1  | 1 | 12 | 293 | 377 | –84 | 3   |

|  | Segunda ronda (título)      |
|  | Segunda ronda (permanencia) |

### Grupo B
| Pos | Equipo              | J  | G  | E | P  | GF  | GC  | Dif | Pts |
| --- | ------------------- | -- | -- | - | -- | --- | --- | --- | --- |
| 1   | Teka                | 14 | 12 | 0 | 2  | 376 | 298 | 78  | 24  |
| 2   | Atlético Madrid     | 14 | 9  | 1 | 4  | 295 | 271 | 24  | 19  |
| 3   | CajaPontevedra      | 14 | 8  | 0 | 6  | 318 | 318 | 0   | 16  |
| 4   | Mepamsa San Antonio | 14 | 7  | 1 | 6  | 339 | 348 | –9  | 15  |
| 5   | Gáldar 3 de Mayo    | 14 | 6  | 1 | 7  | 324 | 339 | –15 | 13  |
| 6   | Juventud Alcalá     | 14 | 5  | 2 | 7  | 308 | 330 | –22 | 12  |
| 7   | Helados Alacant     | 14 | 3  | 1 | 10 | 333 | 357 | –24 | 7   |
| 8   | Guadalajara         | 14 | 3  | 0 | 11 | 299 | 331 | –32 | 6   |

|  | Segunda ronda (título)      |
|  | Segunda ronda (permanencia) |

## Segunda fase

### Grupo I
| Pos | Equipo              | J  | G  | E | P  | GF  | GC  | Dif | Pts |
| --- | ------------------- | -- | -- | - | -- | --- | --- | --- | --- |
| 1   | FC Barcelona        | 14 | 11 | 1 | 2  | 320 | 270 | 50  | 23  |
| 2   | BM Granollers       | 14 | 7  | 3 | 4  | 374 | 333 | 41  | 17  |
| 3   | Atlético Madrid     | 14 | 8  | 1 | 5  | 293 | 281 | 12  | 17  |
| 4   | Avidesa Alzira      | 14 | 7  | 2 | 5  | 331 | 301 | 30  | 16  |
| 5   | Teka                | 14 | 6  | 3 | 5  | 320 | 320 | 0   | 15  |
| 6   | CajaPontevedra      | 14 | 5  | 2 | 7  | 326 | 358 | –32 | 12  |
| 7   | Elgorriaga Bidasoa  | 14 | 2  | 3 | 9  | 275 | 328 | –53 | 7   |
| 8   | Mepamsa San Antonio | 14 | 2  | 1 | 11 | 305 | 353 | –48 | 5   |

|  | EHF Champions League |
|  | Recopa de Europa     |
|  | Copa EHF             |

### Grupo II
| Pos | Equipo             | J  | G  | E | P  | GF  | GC  | Dif | Pts |
| --- | ------------------ | -- | -- | - | -- | --- | --- | --- | --- |
| 9   | Puleva Maristas    | 14 | 9  | 4 | 1  | 380 | 319 | 61  | 22  |
| 10  | Arcos Valladolid   | 14 | 10 | 0 | 4  | 351 | 333 | 18  | 20  |
| 11  | Juventud Alcalá    | 14 | 8  | 0 | 6  | 316 | 306 | 10  | 16  |
| 12  | Gáldar Tres Mayo   | 14 | 5  | 4 | 5  | 338 | 341 | –3  | 14  |
| 13  | Helados Alacant    | 14 | 5  | 3 | 6  | 309 | 322 | –13 | 13  |
| 14  | Sociedad Conquense | 14 | 4  | 4 | 6  | 335 | 338 | –3  | 12  |
| 15  | Guadalajara        | 14 | 3  | 6 | 5  | 293 | 309 | –16 | 12  |
| 16  | Xerox Arrate       | 14 | 1  | 1 | 12 | 293 | 347 | –54 | 3   |

|  | Promoción |
|  | Descenso  |